# Herning
Herning é um município da Dinamarca, localizado na região ocidental, no condado de Ringkobing.
O município tem uma área de 542 km² e uma  população de 58 679 (ca. de 20 000 na cidade) habitantes, segundo o censo de 2003.